# Lambdina turbataria
Lambdina turbataria là một loài bướm đêm trong họ Geometridae.